# Archives d'État de la fédération de Russie
Les archives d'État de la fédération de Russie (en russe : Государственный архив Российской Федерации) ou GARF regroupent les archives étatiques de la RSFSR et de l'URSS de 1917 à 1991. Une bonne partie des fonds ont été ouverts à la recherche depuis la période qui s'étale de la pérestroïka à la chute de l'URSS.
Le bâtiment principal est situé à Moscou au 17, rue Bolchaïa Pirogovskaïa.